# 中蒙関係
中蒙関係（ちゅうもうかんけい）とは、中華人民共和国（中国）とモンゴル国（蒙古）との間の二国間関係のことである。
両国の関係は、両国にとって隣国であり、1990年初頭の民主化運動までモンゴルの主要な同盟国であったソビエト連邦との関係によって長い間決定されてきた。中ソ対立ではモンゴルはソ連側についたが、1980年代後半のソ連と中国の間の和解により、中蒙関係も改善し始めた。1990年代以降、中国はモンゴルの最大の貿易相手国となり、多くの中国企業がモンゴルで事業を展開している。

## 背景
漢民族とモンゴル人（およびその祖先である原蒙古人）は、何千年にもわたって交流してきた。
過去から現在を通して、モンゴルと中国は複雑な関係を持っていた。万里の長城は、秦代には匈奴、唐代には突厥、そして後にはモンゴル人や中央アジアの民族から攻撃を防ぐために建設された。
1260年、チンギス・カンの孫であるモンゴル帝国第5代皇帝クビライは、元号を「中統」に改めた。これは、「中原の正統」の意味である。1271年、クビライは王朝の漢語による名称を「大元」と定め、新王朝が中原王朝の正統な後継者であると宣言した。1279年にはクビライが南宋を滅ぼし、中国全土を征服した。
1368年、明朝がモンゴル人を中国から北方へ追い出すことに成功し、1388年には北元の首都カラコルムを占拠した。明代には万里の長城が強化され、中国・モンゴル双方によるお互いへの侵攻が繰り返された。
17世紀の明から清への移行期、モンゴルの指導者リンダン・ハーンは明と同盟して清に対抗したが、リンダンは清軍に敗れ、内蒙古が清に征服された。1644年、明朝は李自成率いる反乱軍によって打倒され、李は順朝を樹立したが短命に終わった。1691年からは、内蒙古と外蒙古は清帝国に組み込まれた。

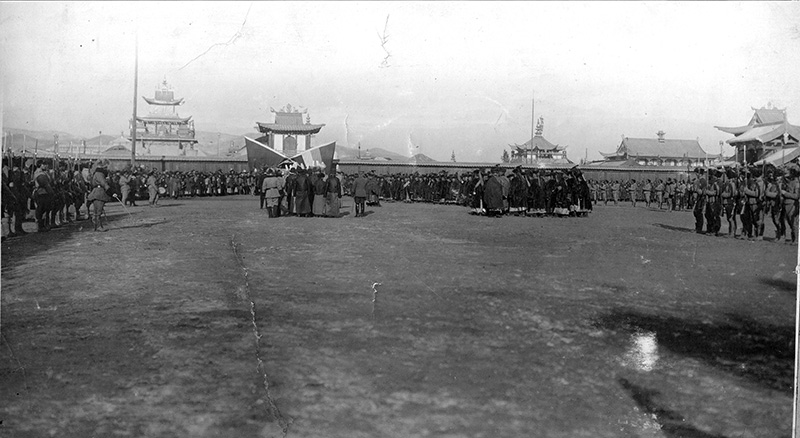
1920年の外モンゴル自治撤廃の式典

1911年、清朝が崩壊して中華民国が成立し、モンゴルは独立を宣言した（ボグド・ハーン政権）。中華民国の北京政府はモンゴルを中国領と主張したが、南方での大規模な内戦や軍閥時代の地方軍閥の台頭により、安定した支配ができなかった。そのため、外蒙古はロシアの支援を受けて独立を主張した。1919年、北京政府の将軍徐樹錚が外蒙古に進出して独立を無効にした。1921年、中国軍はロマン・ウンゲルン率いる白軍に追い出された。その白軍は、数か月後にロシア・ソビエト連邦社会主義共和国の赤軍、極東共和国、親ソビエトのモンゴル軍によって追い出された。1924年、モンゴル人民共和国の樹立が宣言された。
日本の中国侵攻に伴い、外蒙古の中国の支配権を再確立するための努力はほとんどなされかった。ソ連が対日戦争に参加する条件として「外蒙古の現状を維持すること」を定めたヤルタ協定にソ連、アメリカ、イギリスが調印したのは、1945年2月であるが、これを知った蔣介石は激怒し、宋子文、王世杰、蔣経国をモスクワに派遣して交渉にあたらせた。1945年6月から8月にかけて、ソ連と中国はモスクワで何度も会談をおこなった。中国は妥協案として外蒙古に「高度な自治権」を与えることを打ち出したが、ソ連は全く応じなかった。
1945年の中ソ友好同盟条約締結を受け、国民政府（蔣介石政権）は国民投票によるモンゴルの独立を認めることになった。第二次世界大戦の終了後、中国国民党率いる中華民国は、ソ連の圧力の下で正式に外蒙古の独立を受け入れることを余儀なくされた。外蒙古の独立を問う「住民投票」では、外蒙古からの報道によると、有権者は49万人で、「98%の人が独立に賛成し、事実上満場一致だった」。
1949年はじめ、アナスタス・ミコヤンが西柏坡鎮に極秘訪問した際に、毛沢東は外蒙古の中国への返還の可能性を提起したが、断固拒否され、毛沢東も「二度とこの問題を出さない」と言わざるを得なかった。1949年夏、劉少奇がモスクワを極秘訪問した際、「外蒙古国民は独立を求めており、民族自決の原則に基づき、外蒙古の独立を認めるべきだ」と発言した。同年、国共内戦に勝利し、中国本土を支配下においた中国共産党が、モンゴルの独立を再承認した。

## 共産主義時代

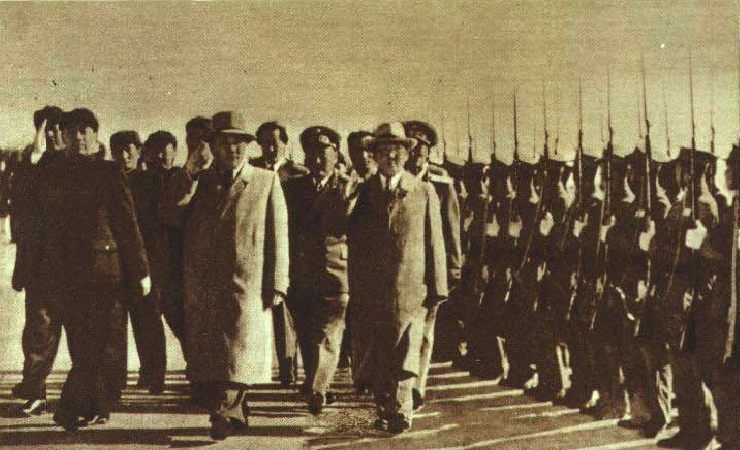
1952年、北京を訪問したユムジャーギィン・ツェデンバル

中華人民共和国は1949年10月16日にモンゴルと国交を樹立し、1962年に国境条約に調印した。
中ソ対立の際、モンゴルはソ連と同盟を結び、ソ連軍の派遣を求めたことで、中国による安全保障上の懸念を招き、両国の関係は緊迫した。
1984年に中国の上級代表団がモンゴルを訪問し、両国が国境の調査と国境線の画定を開始したことで、緊張が緩和された。1986年、貿易を強化し、輸送路と航空路を確立するための協定が調印された。1988年、両国は国境管理に関する条約に署名した。モンゴルは、中国とより友好的な関係を求めるようになった。その一方で、モンゴルは、中国がモンゴルの領有権を主張するのではないかと常に疑っており、中国の過剰な人口がモンゴルの領土に流入していることを懸念している。

## ポスト冷戦時代

一帯一路構想に関する協力文書に署名した国

ポスト冷戦時代、中国はモンゴルの主権と独立性を尊重することを強調し、モンゴルとの関係を正常化するためのステップを踏んできた。1994年、中国の李鵬首相は友好協力条約に署名した。中国はモンゴルにとっての最大の貿易相手国であり、外国投資先になっている。
2002年にモンゴルがダライ・ラマ14世を招聘した際に、中国は数日間国境の鉄道を封鎖し、2~3日後にはモンゴルの食品、日用品が払底、価格高騰しており、中国は、北朝鮮の核実験やミサイル発射でも中朝国境を封鎖しておらず、中国がモンゴルを主権国として扱っていないのは明らかであり、モンゴルの「満洲国化」の危険性が指摘されている。
1990年代初頭のモンゴル民主化後、中国はモンゴル国と中国領内の内蒙古とに優位性をつけるという差異化戦略を進めており、内蒙古への投資増大による内蒙古の発展に伴い、モンゴル国内では「南北モンゴル統一によって中国の傘下に入ってもよい」という雰囲気が醸成され、中国に併呑される危機感がモンゴル政府当局者の間で高まっている。実際中国は、モンゴルを数時間で軍事征圧することが可能であり、2009年4月にウランバートルにて開催されたモンゴル国家安全保障会議傘下の戦略研究所とジョージC.マーシャル欧州安全保障研究センター共催のヘルシンキプロセスに学ぶアジア地域信頼醸成措置構想に関する会議では「プラハの春」ならぬ「ウランバートルの春」シナリオを懸念する見解があった。
中蒙二国間の貿易は、2007年は1月から9月までで11.3億米ドルに達し、2006年から90%の増加を記録した。中国はモンゴルに対し、アジア太平洋地域内の貿易のために天津港の使用を許可することを申し出た。中国はモンゴルの鉱業への投資を拡大した。モンゴルはまた、中国の一帯一路構想の参加国でもある。中国は、アジア協力対話(ACD)、アジア太平洋経済協力(APEC)へのモンゴルの参加や、上海協力機構のモンゴルへのオブザーバー資格の付与を支持する可能性が高い。
2012年、海外からの投資に関する法律がモンゴルで成立し、中国経済に大きな比率を占める中国国有企業がモンゴルの天然資源事業を買収する際には、事前に特別許可を受けることを義務付けた。
モンゴルの経済は、中国への原材料資源輸出は増えているが、中国の低コスト製造業に対抗できる製造業が育っておらず、例えば、モンゴルのカシミア産業は安価な中国製品に対抗できず、潜在的に大きな損失を被っており、原材料資源搾取の一方で中国製品の独占市場化という古典的帝国主義の典型を指摘する意見がある。
中国では、モンゴル国の回収による中蒙再統一を主張する意見があり、「中国とモンゴルの国境問題は、台湾統一後、論争を巻き起こす可能性がある。…台湾統一後、中蒙再統一のコンセンサスを政治家が検討する必要がある」という報道がある。
モンゴルは、ロシアのウラジーミル・プーチン大統領が中国の一帯一路に対抗して掲げた「大ユーラシア・パートナーシップ」構想を支持している。

## モンゴル国における反中感情
モンゴルは歴史的に何度も中国から侵略を受けてきたが、特に清朝末期から中華民国時代にかけての中国人による蛮行･略奪と、中華人民共和国の文化大革命期の中国共産党による南モンゴルに対する弾圧は、今でも語り継がれており、モンゴル人の圧倒的多数は中国に好意を持っておらず、中国に対する激しい敵対心を抱いており、中国人や中華料理店や中国系のスーパーやホテルが襲撃される事件が頻繁に起きている。一般のモンゴル人にとって中国は、モンゴルにおける悪しき事柄の源泉であるという認識が確立しており、中国はモンゴルのナショナリズムを否定的な側面から鼓舞する最大の負のイメージである。
アメリカ国務省は2010年の春以降、モンゴルで「外国籍の人間に対する排外主義的襲撃事件が増加している」「こうした国粋主義団体は、アジア系アメリカ人を中国人や韓国人だと誤解し、突然襲撃することが多い」との渡航情報を出している。国務省のウェブサイトは「nationalist groups frequently mistake Asian-Americans for ethnic Chinese or Koreans and may attack without warning or provocation. Asian-Americans should exercise caution walking the streets of Ulaanbaatar at all times.（モンゴルの民族主義者がアジア系アメリカ人を中国人や韓国人と間違え、警告・挑発なしに頻繁に攻撃しているので、ウランバートルの街中を歩くアジア系アメリカ人は常に注意すべきである）」と注意を呼び掛けている。
日本外務省も海外安全ホームページで「歴史的背景から中国人に対するモンゴル人一般の潜在的な感情には複雑なものがあります。街頭で日本人が中国人と間違えられ、モンゴル人に殴られる事件等のトラブルが時折発生しています」と注意を呼び掛けている。
中国では、モンゴルの反中感情について、「世界の歴史を見ても、分裂して生まれた国家というのは、元の国に対して敵意を抱くものだ。旧ユーゴスラビアの国々や、バルト三国などが良い例。だから韓国やベトナムが反中感情を抱いていても、理解できる。中国はこれまで周辺国に対し、その国の基盤となるような思想や文化を与えてきた。1つの国がこれほど大きな影響を与えたのは、西洋では例が無い。（中略）韓国や朝鮮、ベトナム、モンゴルなどが中国から分離独立していったのも、民衆が主体的に動いたというよりは、欧米列強が中国の力が弱体化しているのに乗じて独立させたようなもの。その後各国は中国からの文化的独立を目指し、反中へと傾いていった」という意見がある。

## 中国人民解放軍の「六場戦争（六つの戦争）」計画
詳細については、「中国人民解放軍#中国人民解放軍の「六場戦争（六つの戦争）」計画」も参照の事。
2013年7月、中国政府の公式見解ではないとしながらも、中国の『中国新聞網』や『文匯報』などに、中国は2020年から2060年にかけて「六場戦争（六つの戦争）」を行うとする記事が掲載された。この「六場戦争（六つの戦争）」計画によれば、中国は2020年から2025年にかけて台湾を取り返し、2028年から2030年にかけてベトナムとの戦争で南沙諸島を奪回し、2035年から2040年にかけて南チベット（アルナーチャル・プラデーシュ州）を手に入れるためインドと戦争を行い、2040年から2045年にかけて尖閣諸島と沖縄を日本から奪回し、2045年から2050年にかけて外蒙古（モンゴル国）を併合し、2055年から2060年にかけてロシアが清朝から奪った160万平方キロメートルの土地（外満洲、江東六十四屯、パミール高原）を取り戻して国土を回復するという。
オーストラリア国立大学研究員のジェフ・ウェイドは、この記事について一部の急進主義者の個人的な見解にすぎないという意見があるが、中国の国営新聞も報道しており、中国政府の非常に高いレベルで承認されたものとみなすことができ、また中国の「失われた国土の回復」計画はすでに1938年から主張されていたと指摘している。

## 軍事
2015年、対日戦勝記念式典として行われた中国人民抗日戦争・世界反ファシズム戦争勝利70周年記念式典に派遣されたモンゴル軍が天安門広場を行進した。
2018年、ロシア、中国、モンゴルは冷戦後最大の軍事演習となるヴォストーク2018を共同で実施した。

## 交通
中国とモンゴルの貿易を担うモンゴル縦貫鉄道は、1955年に中国が建設していた集二線と接続して中蒙国境まで開通した。